# Оценка на въздействието върху околната среда
Оценка на въздействието върху околната среда (ОВОС) е нормативно утвърдена процедура за установяване, анализиране, оценяване и прогнозиране на измененията, които при реализирането на проекти или стопански дейности могат да възникнат като последици за природните компоненти и комплекси и за здравето на населението.
Съгласно Наредбата за условията и реда за извършване на ОВОС (ДВ, бр. 3 от 2006 г., приета с ПМС №59), процедурата включва следните действия, извършвани в следния ред:
1. уведомяване на компетентните органи и засегнатото население;
2. преценяване на необходимостта от ОВОС;
3. извършване на консултации; определяне на обхвата, съдържанието и формата на доклада за ОВОС;
4. оценяване качеството на доклада за ОВОС;
5. организиране на обществено обсъждане на доклада за ОВОС;
6. вземане на решение по ОВОС;
7. осъществяване на контрол по изпълнението на условията и мерките от решението по ОВОС или решението за преценяване на необходимостта от ОВОС.[2]

Изготвянето на доклад за ОВОС се извършва от независими експерти и с проведено обществено обсъждане. ОВОС завършва с вземането на решение от съответния компетентен орган за:
- разрешаване или забрана на осъществянето на предлагания проекта, или съответно,
- продължаване или прекатяване на експлоатацията на съществуващ стопански обект.[1]

ОВОС се извършва в съответствие с действащата в България нормативна уредба в областта на околната среда: закони, подзаконови нормативни актове, хигиенни, екологични, технически, градоустройствени и други норми и стандарти.